# KiCad

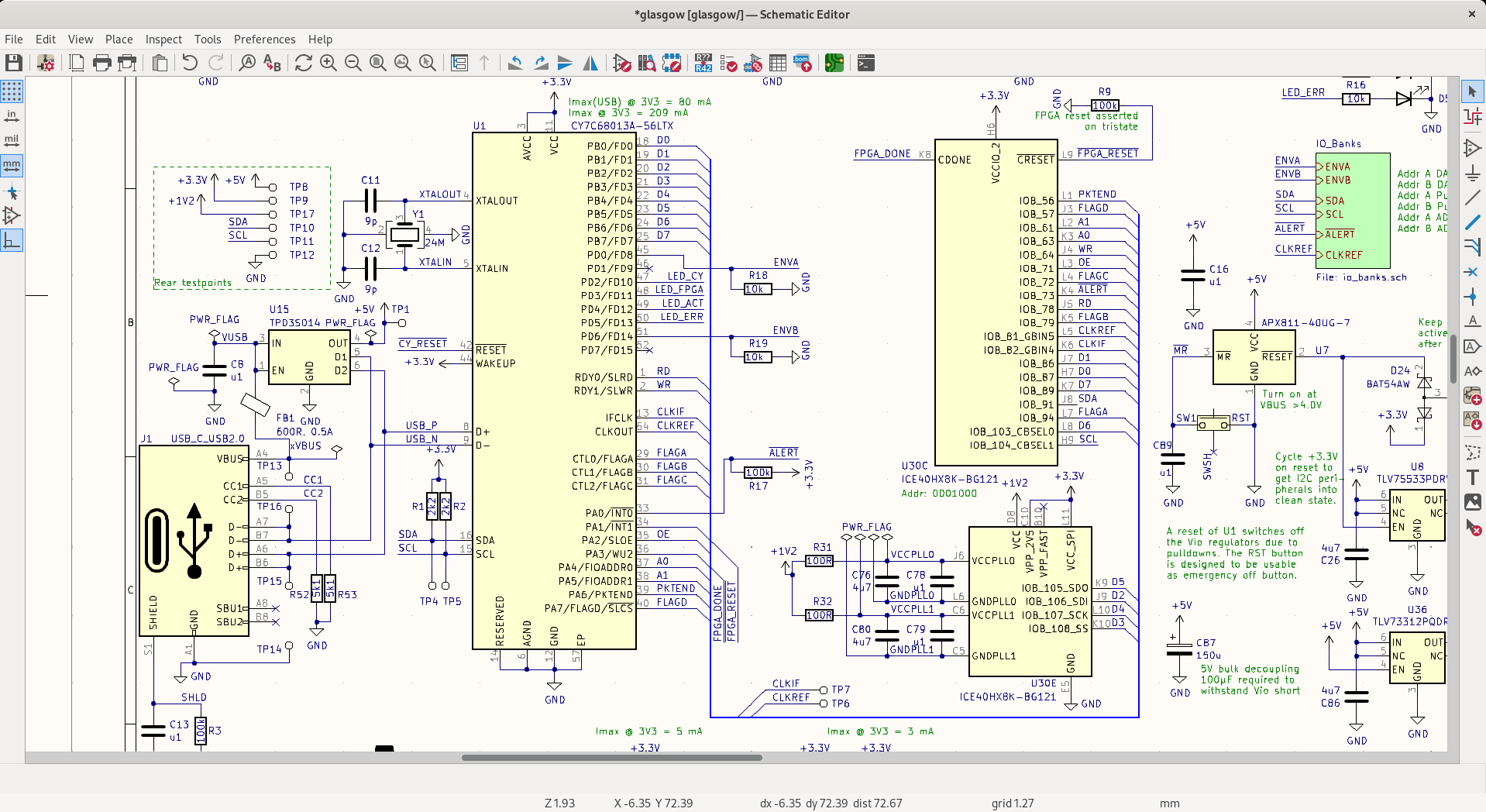
EESchema, l'editor di schemi elettrici.

KiCad è una suite open source di software Electronic Design Automation (EDA) per il disegno di schemi elettrici e circuiti stampati (PCB). Ha un ambiente di sviluppo integrato (IDE) con editor di schematici, generazione della distinta base, sbroglio circuitale del PCB e visualizzatore di file Gerber.

## Storia
KiCad è stato creato nel 1992 da Jean-Pierre Charras durante il suo lavoro all'IUT di Grenoble. Da allora KiCad è cresciuto considerevolmente sia in numero di volontari che collaboratori pagati. Dal 2013 la sezione BE-CO-HT del CERN contribuisce fornendo risorse al progetto KiCad per favorire lo sviluppo open hardware, aiutando il miglioramento di KiCad con l'obiettivo di renderlo alla pari con strumenti EDA commerciali.
Dal dicembre 2015, quindi a cominciare dalla versione 4.0.0, è stato adottato uno schema di  versionamento semantico. Questa versione è stata la prima a incorporare gli avanzati strumenti di progettazione creati dagli sviluppatori del CERN. Da quella data è possibile sostenere i contributi del CERN tramite donazioni veicolate da collegamenti presenti sul sito di KiCad stesso o del CERN.
Nel novembre del 2019 KiCad è entrato a far parte della Linux Foundation.
Sempre nel 2019, due degli sviluppatori principali di KiCad hanno formato una società di servizi a pagamento che fornisce ulteriore supporto allo sviluppo di KiCad.

## Componenti
KiCad è modulare e organizzato in diverse parti:
- La gestione progetti (project manager).
- L'editor dei simboli elettrici.
- L'editor degli schemi elettrici.
- Il simulatore di circuiti elettrici basato su ngspice.
- L'editor delle impronte o footprint e dei componenti con visualizzatore 3D integrato.
- Il programma per lo sbroglio  del circuito stampato con visualizzatore 3D integrato.
- L'associazione impronte o footprint ai simboli elettrici (inizialmente separato ora incorporato nell'editor degli schemi elettrici).
- Il visualizzatore di file Gerber (layout del fotoplotter).
- Gli strumenti di calcolo per stripline, dimensionamento piste, scelta resistenze, ecc.
- Un ERC per il controllo/simulazione dei parametri elettrici di progettazione.

## Caratteristiche
Rispetto ad altre alternative open source KiCad permette la gestione di tutte le fasi di lavoro con la stessa interfaccia: disegno circuitale, simulazione elettronica, sbroglio PCB, generazione Gerber, visualizzazione ed editing delle librerie, rappresentazione 3D schede.
KiCad è un applicativo cross-platform, multipiattaforma scritto con wxWidgets per essere eseguito su FreeBSD, Linux, Microsoft Windows e macOS.
Sono disponibili librerie con componenti tipicamente usati di vari costruttori e, tramite l'editor di librerie integrato, è possibile crearne di propri. Sono inoltre disponibili strumenti di conversione per librerie provenienti da altri software EDA, come ad esempio Eagle, CADSTAR, OrCAD, Altium, P-CAD, ecc. I file sono in formato testo e ben documentati, che ne facilita la manutenzione tramite Git e per creare script di generazione automatica di componenti.

### Localizzazione
Le lingue attualmente disponibili includono inglese, francese, finlandese, spagnolo, portoghese, italiano, tedesco, greco, sloveno, ungherese, polacco, ceco, russo, coreano, cinese, catalano, olandese e giapponese.

### Modifica schema elettrico
L'editor di schemi elettrici di KiCad ha funzionalità che includono fogli schematici gerarchici, creazione di simboli personalizzati, ERC (controllo delle regole elettriche) e integrazione col simulatore di circuiti ngspice (successore di Berkeley SPICE). I simboli schematici sono accoppiati in modo flessibile ai footprint dei circuiti stampati per incoraggiare il riutilizzo di impronte e simboli (ad esempio, un singolo footprint SMD 0805 può essere utilizzato per condensatori, resistori, induttori, ecc.).

### Modifica PCB

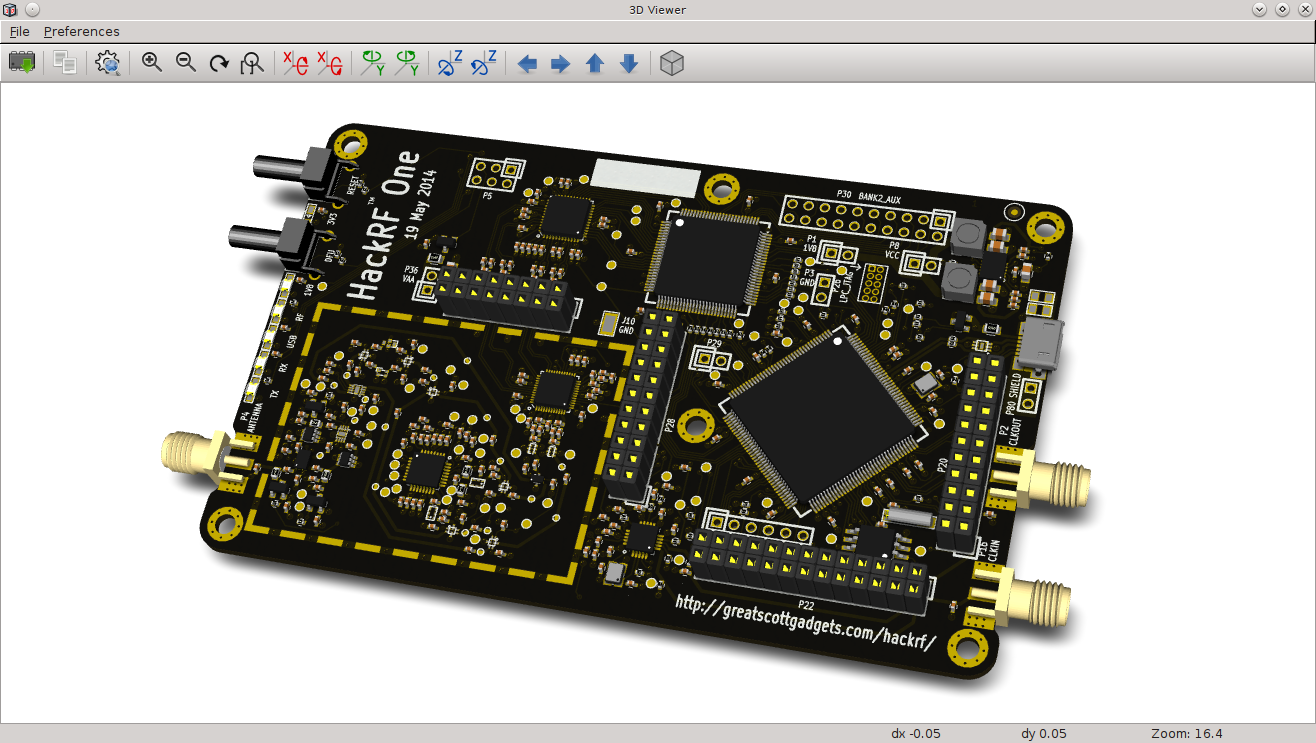
Visione 3D di un PCB dal programma PCBnew

Internamente l'editor PCB di KiCad supporta fino a 32 livelli di rame e 32 livelli tecnici. Le dimensioni dei sono memorizzate con precisione nanometrica in numeri interi a 32 bit con segno che rendono la dimensione massima teorica del PCB di {\displaystyle 2^{31}} nm, o circa 2,14 metri.
Una funzione di visualizzazione PCB 3D si basa sui modelli STEP e VRML e il modello della scheda può essere esportato per l'integrazione con altri CAD. La visualizzazione  è realizzata tramite Wings3D, un software di modellazione tridimensionale libero e open-source.
KiCad include alcuni strumenti di base per effettuare la sbrogliatura automatica; in alternativa, è possibile sfruttare software di terze parti come FreeRouting, un'applicazione Java gratuita: in questo caso, sarà necessario esportare lo schematico in formato Specctra DSN e caricarlo in Freerouting. Una volta completata l'elaborazione, il risultato andrà salvato e ricaricato direttamente nell'editor delle schede.